# Thiar
La mansio de Thiar fue una villa urbana romana ubicada al pie de la Vía Augusta, y que servía como puesto de vigilancia romana, entre otros usos. La mansio de Thiar se encuentra reflejada en el Itinerario de Antonino (401, 4) situándola entre Illici y Carthago Spartaria.
Actualmente, la población alicantina de Pilar de la Horadada, ocupa la ubicación donde se encontraba la mansio de Thiar.

## Origen
Roma al mismo tiempo que abandonaba gran número de ciudades indígenas iba creando otras nuevas. Los siglos del Imperio dotaron a Hispania de un gran desarrollo de carreteras que se encargaban de poner en comunicación los distintos enclaves, contribuyendo a la romanización del territorio.
Entre las vías romanas de Hispania hay que destacar la Vía Augusta como una de las más importantes que recorrieron nuestro territorio. 